# Campeonato Africano de Atletismo de 2012 - Lançamento de martelo feminino
A prova do lançamento de martelo feminino do Campeonato Africano de Atletismo de 2012 foi disputada no dia 29 de junho de 2012 no Estádio Charles de Gaulle em Porto Novo,  no Benim. 

## Recordes
Antes desta competição, os recordes mundiais e do campeonato nesta prova eram os seguintes:
|                       | Nome          | Nacionalidade | Distância | Local     | Data                |
| --------------------- | ------------- | ------------- | --------- | --------- | ------------------- |
| Recorde mundial       | Betty Heidler | Alemanha      | 79m 42cm  | Halle     | 21 de maio de 2011  |
| Recorde do campeonato | Marwa Hussein | Egito         | 66m 14cm  | Brazavile | 17 de julho de 2004 |
| Recorde africano      | Amy Sène      | Senegal       | 69m 10cm  | Angers    | 15 de junho de 2012 |

## Medalhistas
| Ouro           | Prata                  | Bronze              |
| Amy Sène (SEN) | Laetitia Bambara (BUR) | Sarah Bensaad (TUN) |

## Cronograma
Todos os horários são locais (UTC+1).
| Data        | Hora  | Evento |
| ----------- | ----- | ------ |
| 29 de junho | 16:30 | Final  |

## Resultado final
| Posição           | Atleta           | Nacionalidade  | #1    | #2    | #3    | #5    | #5    | #6    | Resultados | Notas |
| ----------------- | ---------------- | -------------- | ----- | ----- | ----- | ----- | ----- | ----- | ---------- | ----- |
| Medalha de ouro   | Amy Sène         | Senegal        | 65.49 | 65.05 | x     | 65.55 | x     | 63.10 | 65.55      |       |
| Medalha de prata  | Laetitia Bambara | Burquina Fasso | 62.55 | 65.08 | x     | 61.24 | x     | 61.26 | 65.08      |       |
| Medalha de bronze | Sarah Bensaad    | Tunísia        | x     | 59.75 | 60.75 | 60.48 | 59.02 | 57.29 | 60.75      |       |
| 4                 | Rana Ahmad Taha  | Egito          | 59.70 | 59.42 | 59.52 | x     | x     | 58.93 | 59.70      |       |
| 5                 | Linda Oseso      | Quênia         | 56.14 | x     | 58.07 | 57.02 | x     | x     | 58.07      |       |
| 6                 | Zouina Bouzebra  | Argélia        | 55.57 | 56.42 | 55.84 | 56.67 | 56.66 | 57.31 | 57.31      |       |
| 7                 | Effua Ampadu     | Gana           | 54.75 | 52.73 | 53.09 | 47.31 | 52.56 | x     | 54.75      |       |
| 8                 | Annemie Smith    | África do Sul  | 51.90 | x     | x     | 52.65 | 51.55 | 52.09 | 52.65      |       |
| 09 !              | Ran Ibrahim      | Egito          |       |       |       |       |       |       | DNS        |       |

Legenda
| Recorde mundial       | Recorde mundial (World record)               |                       | Recorde africano                      | Recorde africano (African) |                                           | Q | Classificado por posição (Qualified) |
| Recorde do campeonato | Recorde do campeonato (Championship record)  | Recorde da América    | Recorde da América (Americas)         | q                          | Classificado por melhor tempo (Qualified) |   |                                      |
| Melhor marca do ano   | Melhor marca do ano (World leading)          | Recorde asiático      | Recorde asiático (Asian)              | DNS                        | Não largou (Did not start)                |   |                                      |
| Recorde nacional      | Recorde nacional (National record)           | Recorde europeu       | Recorde europeu (European)            | DNF                        | Não terminou (Did not finish)             |   |                                      |
| Recorde pessoal       | Recorde pessoal do atleta (Personal best)    | Recorde da Oceania    | Recorde da Oceania (Oceania)          | DSQ / DQ                   | Desclassificado (Disqualified)            |   |                                      |
| Recorde da temporada  | Recorde da temporada do atleta (Season best) | Recorde sul-americano | Recorde sul-americano (South America) | NM                         | Sem marca (No mark)                       |   |                                      |